# Anis Amri
Anis Ben Othman Amri (arabisch أنيس العامري, DMG Anīs al-ʿĀmirī; * 22. Dezember 1992 in Tataouine, Tunesien; † 23. Dezember 2016 in Sesto San Giovanni, Italien) war ein mehrfach verurteilter tunesischer Gewalttäter und islamistischer Attentäter. Beim Anschlag auf den Berliner Weihnachtsmarkt an der Gedächtniskirche ermordete er am 19. Dezember 2016 den Fahrer eines Sattelzugs, brachte das Fahrzeug in seine Gewalt und steuerte es in den Weihnachtsmarkt an der Gedächtniskirche. In Folge des Attentats starben insgesamt 13 Personen, 54 weitere wurden zum Teil schwer verletzt. Während der europaweiten Fahndung wurde Amri am 23. Dezember 2016 bei einer Personenkontrolle in Sesto San Giovanni nördlich von Mailand erschossen.

## Leben

### Tunesien
Anis Amri wurde am 22. Dezember 1992 als jüngstes der neun Kinder von Mustafa Amri und Nour Amri (Nour al-Huda Hassani) in Tataouine geboren. Die Familie zog kurz nach seiner Geburt nach Oueslatia um. In der rund 9000 Einwohner zählenden Ortschaft, die als Hochburg des Salafismus galt, wuchs Amri mit seinen fünf Schwestern und drei Brüdern in großer Armut auf. Die Mutter arbeitete als Haushaltshilfe, der Vater, ursprünglich Landarbeiter und nach einem Unfall körperbehindert, belieferte Gemüsegeschäfte mit einem Eselskarren. Die Ehe der Eltern ging in die Brüche, seitdem lebten sie getrennt.
Nach eigenen Angaben waren seine Familie und auch er selbst nicht besonders religiös. „Für ihn war es egal, ob seine Schwestern Kopftuch tragen oder nicht, ob wir beten oder nicht“, sagte Amris Schwester Najwa über ihren Bruder. Über Religion habe sie mit ihm nie gesprochen. „Anis war nie religiös. Er hat getrunken, er hat gefeiert, er hat Popmusik gehört. Er war ein ganz normaler Junge.“
Mit 15 Jahren brach Amri die Schule ab, ging Gelegenheitsarbeiten nach, rutschte in die Kriminalität ab und beging mehrere Diebstähle und Drogendelikte. 2010 stahl er einen Lastwagen. 2011 setzte er sich mit Hilfe von Schleppern und mit finanzieller Unterstützung seiner Familie nach Italien ab, wo er Asyl beantragte. Ein Gericht in Kairouan verurteilte ihn in Abwesenheit zu fünf Jahren Haft wegen Raubes.

### Italien
Dem italienischen Justizministerium zufolge kam Amri während des Arabischen Frühlings im Jahr 2011 wie Zehntausende junger Tunesier per Boot nach Lampedusa. Am 5. April 2011 wurde seine illegale Einreise in die EU von der Polizei registriert. Ende März 2011 erlaubte der damalige Ministerpräsident Silvio Berlusconi 6000 dort campierenden Flüchtlingen, nach Sizilien oder aufs italienische Festland zu kommen.
Amri gab fälschlich 1994 als sein Geburtsjahr an, so galt er als minderjähriger unbegleiteter Flüchtling. Er kam zunächst in die katholische Stiftung Instituto Giovanna Romeo Sava in Belpasso, wo er eine öffentliche Schule besuchte. Dort terrorisierte er laut La Stampa seine Mitschüler und war gewalttätig. Amri und vier weitere tunesische Flüchtlinge protestierten gegen angeblich schlechtes Essen, zu geringe Zuteilung von Zigaretten, Alkohol und Telefonkarten und die lange Dauer des Asylverfahrens. Am 22. Oktober 2011 legten die fünf in Räumen des Heims Feuer und verprügelten einen Erzieher. Es entstand ein Sachschaden von etwa 30.000 Euro. Der damals 19-jährige Amri wurde wegen Körperverletzung und Brandstiftung zu vier Jahren Haft verurteilt und in Catania inhaftiert. Weil er andere Häftlinge bedrohte, schikanierte, sich mit ihnen prügelte, Wärter angriff und seine Zelle verwüstete, verlegte man ihn immer wieder in andere Gefängnisse. Im September 2014 brachte man ihn nach Palermo, zunächst ins Pagliarelli-Gefängnis, im Januar 2015 dann ins Ucciardone-Gefängnis, die letzte Station vor seiner Entlassung am 18. Mai 2015. Die Strafvollzugsbehörde im Justizministerium berichtete nach der Entlassung Amris aus der Haft dem Komitee für strategische Antiterrorismus-Analyse (Comitato di Analisi Strategica Antiterrorismo – C.A.S.A.), das dem Innenminister untersteht, über Einzelheiten seiner Haft. Dort habe Amri bereits Zeichen von Radikalisierung und Annäherung an die Ideen des islamistischen Terrorismus gezeigt. Einem christlichen Mithäftling soll er gedroht haben: „Ich schlage dir den Kopf ab.“
Am 18. Mai 2015 endete seine Haft und er wurde ins Zentrum für Identifizierung und Ausweisung nach Caltanissetta verlegt. Die Abschiebung nach Tunesien scheiterte, weil – so die damalige Darstellung der italienischen Behörden – die tunesische Regierung erklärt habe, Amri sei kein Tunesier, und deshalb die Ausstellung von Ausweispapieren verweigerte. Tatsächlich hatte das tunesische Konsulat in Palermo die Geburtsurkunde Amris, ausgestellt am 24. Juni 2011, bereits offiziell an die italienischen Behörden übermittelt. Amris Identität war somit geklärt und seine Abschiebung nach Tunesien möglich, sie wurde jedoch nicht eingeleitet. Am 17. Juni 2015 wurde Amri wieder auf freien Fuß gesetzt mit der Auflage, Italien binnen sieben Tagen zu verlassen. Italienische Sicherheitskreise berichteten, dass der Inlandsgeheimdienst AISI (Agenzia Informazioni e Sicurezza Interna – dt.: „Behörde für Informationen und innere Sicherheit“) Amri nach seiner Entlassung überwachte mit dem Ziel, den bereits als radikalen Islamisten erkannten Tunesier auf seinem erwarteten Weg in die italienische Dschihadistenszene zu beobachten. Die Überwachung scheiterte jedoch, als man Amri wegen einer Panne aus den Augen verlor. Italienische Behörden übermittelten laut eigenen Angaben alle relevanten Informationen, etwa über Amris Verurteilung, sein Verhalten in Haft und die gescheiterte Abschiebung, in das Schengener Informationssystem (SIS).

### Schweiz
Amri blieb im Schengen-Raum. Er reiste zunächst illegal in die Schweiz ein und hielt sich dort bis zu seiner Ausreise nach Deutschland im Juli 2015 auf. Er versteckte sich im Untergrund und wurde von den Schweizer Behörden weder registriert noch erfasst. Wegen seiner Radikalisierung in den italienischen Gefängnissen ist anzunehmen, dass er in dieser Zeit Kontakt mit Salafisten der Schweiz aufnahm. Diese hatten Verbindungen mit Salafisten in Deutschland, unter anderem nach Hildesheim. In der Schweiz soll Amri sich auch die Pistole beschafft haben, mit der er den polnischen Lkw-Fahrer erschoss und die er in Mailand mit sich führte. Ab Februar 2016 benutzte Amri ein Schweizer Handy und eine Schweizer Prepaid-SIM-Karte, die auf einen anderen Namen registriert waren. Auch Amris Komplize, der Tunesier Bilal Ben Ammar, hatte am 14. Oktober 2014 in der Schweiz um Asyl ersucht. Zehn Tage später zog er seinen Antrag wieder zurück. Danach verlor sich zunächst seine Spur (in der Schweiz). Erst am 17. Juli 2015, als auch er nach Deutschland einreiste, tauchte Ben Ammar wieder auf.
Die Schweizer Bundesanwaltschaft teilte mit, dass sie im Zusammenhang mit dem Anschlag in Berlin ein Strafverfahren gegen Unbekannt wegen Verdacht auf Unterstützung oder Beteiligung an einer kriminellen Organisation und Mitgliedschaft in einer Terrormiliz wie dem Islamischen Staat (IS) und verwandten Organisationen eröffnet habe.

### Deutschland

#### Aufenthalt in Deutschland
Amri reiste mit dem Beginn der Flüchtlingskrise am 6. Juli 2015 illegal nach Deutschland ein. Er meldete sich auf dem Polizeirevier Freiburg-Nord, gab an, er komme aus Tunesien und wolle Asyl beantragen. Sein Name sei „Anis Amir“ und er sei am 23. Dezember 1993 geboren. Wie sich später herausstellte, war Amri im Besitz eines tunesischen Reisepasses, den er aber nicht vorlegte.
So wurde Amri unter dem Namen „Anis Amir“ in Freiburg registriert und erkennungsdienstlich behandelt. Durch den Buchstabendreher „Amir“ erhielten die Beamten, die in Folge unter diesem Namen im Schengener Informationssystem nachsahen, ob gegen ihn etwas vorlag, keine Warnung. Hätten sie Amris richtigen Namen eingegeben, wäre die von den italienischen Behörden zwei Wochen zuvor ins Informationssystem eingegebene Information erschienen, dass es sich bei Amri um einen Kriminellen handelte, der in Italien bereits inhaftiert war und nach Tunesien abgeschoben werden sollte und somit um einen Gewalttäter, „dem die Einreise in das Schengener Gebiet oder der Aufenthalt dort zu verweigern ist“.
Nun erhielt er am 28. Juli 2015 eine Bescheinigung über die Meldung als Asylsuchender (BüMA) und wurde nach Karlsruhe weiterverwiesen. Zugleich wurde ein Ermittlungsverfahren wegen unerlaubter Einreise ins Bundesgebiet nach AufenthG eingeleitet. Am 31. Juli 2015 wurde das Verfahren wegen unbekannten Aufenthalts gemäß § 154f StPO zunächst eingestellt und Amri zur Aufenthaltsermittlung ausgeschrieben. Amri befand sich zu diesem Zeitpunkt bereits in Berlin, um sich dort erneut registrieren zu lassen.
Sechs Tage später erhielt er von der Zentralen Aufnahmeeinrichtung Berlin eine weitere BüMA auf den Namen „Mohammad Hassan“ und wurde aufgefordert, sich bei der zuständigen Erstaufnahmeeinrichtung Dortmund zu melden. Am 30. Juli 2015 erschien Amri bei der Zentralen Ausländerbehörde in Dortmund, wo ihm eine dritte BüMA auf den Namen „Mohamed Hassa“ (* 22. Oktober 1992 in Cafricik/Ägypten) ausgestellt wurde. Am 4. August 2015 wurde Amri von der EAE Dortmund wegen fehlender Kapazitäten der Zentralen Unterbringungseinrichtung (ZUE) Hemer zugewiesen und von dort an die ZUE Rüthen weiterverwiesen.
Am 18. August 2015 folgte eine Zuweisung der Bezirksregierung Arnsberg an die Ausländerbehörde Kleve. Kleve schickte ihn weiter in eine Flüchtlingsunterkunft in Emmerich, Landkreis Kleve. Die Ausländerbehörde in Kleve war bis zuletzt für ihn zuständig.

##### Frühe Warnungen
Schon am 27. Oktober 2015 unterrichtete die Ausländerbehörde Kleve die Polizei über die Aussage eines Zimmernachbarn des in Emmerich untergebrachten „Mohamed Hassa“, dass dieser auf seinem Mobiltelefon „Fotos von schwarz gekleideten Personen, die mit Schnellfeuerwaffen (Kalaschnikow) bewaffnet waren und mit Handgranaten posierten“, angesehen habe. Die Polizei Krefeld leitete daraufhin einen „Prüffall Islamismus“ ein. Es gelang ihr aber nicht, der Aliasperson „Mohamed Hassa“ Anis Amri zuzuordnen. In einem Chat von 2016 soll er das Wort do[u]gma als Metapher für „Selbstmordanschlag“ benutzt haben.

##### Unterwegs mit mindestens 14 Identitäten
In der Folgezeit reiste Amri ungehindert durch die Bundesrepublik und beantragte unter mindestens 14 verschiedenen Alias-Namen Asyl oder Sozialleistungen, z. B. in Berlin und Oberhausen.
Am 28. Oktober 2015 meldete Amri sich bei der ZAB Dortmund. Dort wurde ihm eine BüMA auf die Aliaspersonalie „Ahmed Almasri“ (* 1. Januar 1995) ausgestellt. Als solcher wurde er der Zentralen Unterbringungseinrichtung (ZUE) in Neuss und von dort der Gemeinde Bestwig zugewiesen. Bereits am nächsten Tag meldete Amri sich bei der Registrierstelle Münster (Bezirksregierung Arnsberg – Außenstelle Münster). Hier wurde ihm eine weitere BüMA – wiederum als „Ahmed Almasri“ (* 1. Januar 1995) – ausgehändigt, mit dem Vermerk, dass eine Wohnsitznahme ausschließlich in Oberhausen erlaubt ist. In Oberhausen blieb Amri bis zum 18. März 2016 als „Ahmed Almasri“ gemeldet.
Ende Februar 2023 berichtet Stephan Nagler, Leiter der Bundespolizeiinspektion Konstanz in einem Gespräch vor einem beruflichen Wechsel zum 1. März 2023 über einen Vorfall im Sommer 2016:

„Wir haben mal einen Reisebus in Friedrichshafen kontrolliert, da hatte eine Person bei der Ausreise [aus der Schweiz] gefälschte Papiere. […] Wir haben viel rumtelefoniert und mussten die Person schließlich ausreisen lassen. Ein halbes Jahr später haben wir von dem Anschlag am Berliner Breitscheidplatz erfahren, bald war der Name des Täters Anis Amri bekannt. […] Das war der Mann, den wir in Friedrichshafen ausreisen lassen mussten.“

##### Kontakte zur radikal-salafistischen Szene
Schon kurz nach seiner Ankunft in Nordrhein-Westfalen nahm Amri Kontakt zum salafistisch-dschihadistischen Netzwerk um den irakischstämmigen Hassprediger Abu Walaa in Hildesheim auf. Walaa, der hauptsächlich vom 2012 gegründeten Deutschsprachigen Islamkreis Hildesheim e. V. aus operierte, aber auch über Online-Plattformen wie Facebook, Youtube und telegram predigte, wurde 2015 in NRW als Gefährder eingestuft und galt den Sicherheitsbehörden als zentrale Figur des IS-Rekrutierungsnetzwerks in Deutschland. Nach einigen Jahren Beobachtung durch den Verfassungsschutz Niedersachsen ermittelte ab November 2015 unter der (Sach-)Leitung des Generalbundesanwalts das Landeskriminalamt NRW gegen Abu Walaa und mutmaßliche Helfer wegen Anwerbung junger Muslime für den Dschihad. Das Ermittlungsverfahren lief unter dem Namen „EK Ventum“ – Ermittlungskommission Ventum.
Zu Walaas Netzwerk mit vielfältigen Verbindungen in zahlreiche andere deutsche Städte gehörte auch der Deutsch-Serbe Boban Simeonovic (alias Abdurrahman) in Dortmund. Dieser hatte laut Generalbundesanwaltschaft unter anderem die Aufgabe, „Gleichgesinnten und Ausreisewilligen neben der arabischen Sprache auch radikal-islamische Inhalte zu lehren. Der Unterricht diente dazu, die ideologischen und sprachlichen Grundlagen für eine zukünftige Tätigkeit beim ‚IS‘, insbesondere für die Teilnahme an Kampfhandlungen, zu schaffen.“ Während seiner Aufenthalte in Dortmund (22. Januar 2016 bis zum 12. Februar 2016, Ende März 2016, 11. August 2016 und bis 18. August 2016 sowie 9. November 2016, nach der Verhaftung von Boban Simeonovic) soll Amri zeitweise bei Simeonovic gewohnt haben, in verschiedenen Dortmunder Moscheen sogar als Vorbeter aufgetreten sein. Das Polizeipräsidium Dortmund stufte Amri ab dem 17. Februar 2016 als „Gefährder NRW“ ein. Auch der Türke Hasan Celenk, ein selbsternannter Imam aus Duisburg-Rheinhausen, der ebenfalls Jugendliche radikalisiert und für den IS angeworben haben soll, gehörte zu Walaas Netzwerk.
Als im Sommer 2015 ein kleiner, konspirativer Kreis in der Moschee des Deutschsprachigen Islamkreises Hildesheim in Hildesheim (Niedersachsen) über mögliche Anschläge in Deutschland sprach, gehörte Amri zum Umfeld der Teilnehmer. Auch gehörte er zu einer Gruppe, die sich für den Kampf in Syrien trainieren ließ. Weil man dann aber Anschläge in Deutschland einer Ausreise nach Syrien vorzog, entschied sich auch Amri, in Deutschland zu bleiben. Im Rahmen des Ermittlungsverfahrens gegen Abu Walaa wurde vom LKA NW ein Informant in dessen Netzwerk eingeschleust. Dieser Informant berichtete am 19. November 2015, dass ein gewisser „Anis“ in Deutschland etwas „machen“ wolle, am 25. November, dass dieser „Anis“ behauptet habe, er könne „problemlos eine Kalaschnikow in Napoli besorgen“, und am 3. Dezember, dass „Anis“ in Paris Kalaschnikows kaufen wolle, um damit Anschläge in Deutschland zu begehen.
Schon am 26. November 2015 hatte das LKA NW beim Generalbundesanwalt (GBA) angeregt, die Telekommunikation von Amri zu überwachen (TKÜ), um weitere Erkenntnisse über den Kern der Zelle um Walaa zu erhalten, was der GBA auch veranlasste. Amris Telekommunikation wurde vom 2. Dezember 2015 bis zum 26. Mai 2016 überwacht (ab da rechtlich nicht mehr zulässig lt. LdsKD Dieter Schürmann (MIK)).
Amri wurde in dem Ermittlungsverfahren gegen Walaa durchweg nicht als Beschuldigter, sondern nur als Kontaktperson, als sogenannter Nachrichten(über)mittler und nach Aussage von Ralf Jäger, Minister für Inneres und Kommunen (MIK) in Nordrhein-Westfalen, als völlig unwichtig gehandelt: „Wenn man sich ein Organigramm mit mehreren Dutzend Personen vorstellt, in deren Mitte die Beschuldigten [Walaa u. a.] stehen, steht irgendwo oben rechts außen die Person Amri, die zwischenzeitlich zu dieser Zelle Kontakt hatte.“
Als Abu Walaa und vier seiner Mitarbeiter am 8. November 2016 wegen Bildung eines salafistisch-dschihadistischen IS-Anwerbe-Netzwerks verhaftet wurden, wurde gegen Amri nichts unternommen, weil man ihn nicht zum inneren Zirkel des Hasspredigers rechnete und LKA Berlin und Bundesministerium des Innern (BMI) ihn zu diesem Zeitpunkt als harmlos einschätzten (keine intensiven islamistischen Aktivitäten, Tätigkeit im Bereich der Allgemeinkriminalität, Alkohol- und Ecstasy-Konsum, keine regelmäßigen Moscheebesuche oder Teilnahme an Schächtungsfeiern).

##### Asylantrag – Ablehnung – Beschaffung von Passersatzpapieren
Am 28. April 2016 stellte Amri in Dortmund einen Asylantrag unter dem Namen „Ahmed Almasri“ (* 1. Januar 1995, tunesischer Staatsangehöriger) und wurde vom Bundesamt für Migration und Flüchtlinge erkennungsdienstlich behandelt. Bei der AFIS-Abfrage im Bundeskriminalamt (BKA) wurden die zahlreichen (bis dahin acht) Alias-Personalien von Amri bekannt. In der Folge hatte Amri Anspruch auf Zahlungen nach dem Asylbewerberleistungsgesetz. In Zusammenarbeit der Sicherheitskonferenz NRW und des BAMF wurde darauf hingewirkt, Amris Asylverfahren beschleunigt durchzuführen („Priorisierte asylverfahrensrechtliche Bearbeitung“).
Am 30. Mai 2016 wurde Amris Asylantrag (unter dem Alias-Namen „Ahmed Almasri“) als offensichtlich unbegründet abgelehnt, am 11. Juni 2016 trat der Entscheid in Kraft. Am 16. Juni wurde die für Amri zuständige Ausländerbehörde in Kleve durch das BAMF über Amris Status informiert. Für Amri bestand seitdem Ausreisepflicht. Am 16. August 2016 erhielt er noch eine Duldung der Klever Ausländerbehörde, gültig bis zum 16. September 2016.
NRW verständigte sich mit Berlin am 19. August 2016 darauf, dass trotz des überwiegenden Aufenthaltes Amris in Berlin das Verfahren zur Aufenthaltsbeendigung (insbes. Beschaffung von Passersatzpapieren/PEP) weiterhin durch NRW vorangetrieben werden sollte. Eine Abschiebung würde aber nur möglich sein, wenn Amris Identität eindeutig geklärt werden konnte, Tunesien die Rücknahme akzeptierte und die dafür erforderlichen Passersatzpapiere/PEP ausstellen würde.
Wegen unvollständiger Unterlagen konnten zunächst bei den tunesischen Behörden keine Passersatzpapiere beantragt werden, da neben den regelmäßig erhobenen erkennungsdienstlichen Daten (Fingerabdrücke, biometrisches Lichtbild) zusätzlich die Handflächenabdrücke für die eindeutige Identifizierung verlangt wurden. Diese wurden Amri aber erst bei seiner Festnahme in Friedrichshafen/Justizvollzugsanstalt Ravensburg (JVA) am 30. Juli/1. August 2016 abgenommen, von der JVA Ravensburg an die ABH Kleve und von dieser wiederum an die ZAB in Köln geschickt. Erst danach wurden beim tunesischen Generalkonsulat in Bonn PEP beantragt, allerdings mit diffusen Angaben: „Das sind die Unterlagen von Ahmed ALMASRI alias Amir alias Anis AMRI, geb. am 22.12.1992; beigefügt Fingerabdrücke und Handflächenabdrücke von Amir.“ Bis dahin waren die deutschen Behörden nicht in der Lage, Amris Identität eindeutig zu bestimmen, und so lehnte das tunesische Generalkonsulat am 20. Oktober 2016 den Antrag mit der Mitteilung ab: „Das ist kein tunesischer Staatsbürger“.
Die endgültige Bestätigung, dass es sich bei Amri um einen tunesischen Staatsbürger handelte, war letztlich den Bemühungen des BKA zu verdanken („Polizeischiene“). Das BKA hatte frühzeitig versucht, die Identität von Amri zu klären, und am 18. Februar 2016 ein Ersuchen an Tunesien gerichtet. Beamte des BKA waren im Mai 2016 nach Tunesien gereist, zunächst ohne konkrete Ergebnisse zu erreichen. Vier Tage nach der Ablehnung des tunesischen Generalkonsulats, Amri als Staatsbürger anzuerkennen, bestätigte Interpol Tunis dem LKA NRW am 24. Oktober 2016, dass es sich bei Anis Amri um einen Tunesier handelte. Vom LKA NRW wurde dies an das Innenministerium NRW (MIK) und von dort an die ZAB Köln weitergeleitet.
Daraufhin konnte am 27. Oktober 2016 durch die ZAB Köln ein erneutes PEP-Verfahren eingeleitet werden. Am 21. Dezember 2016 – zwei Tage nach dem Anschlag in Berlin – erreichte die ZAB in Köln dann die Bestätigung des tunesischen Generalkonsulats, dass Amri auch durch die entsprechende tunesische Zentralstelle identifiziert worden und damit eine Ausstellung von PEP möglich sei.
Laut Behörden hielt sich Amri in Berlin, Freiburg und Nordrhein-Westfalen auf, offiziell gemeldet blieb er auch nach seinem Untertauchen in der Flüchtlingsunterkunft in Emmerich im Kreis Kleve. Im Juli 2016 wurde nach einer Messerstecherei in einer Neuköllner Bar gegen Amri wegen einer gefährlichen Körperverletzung ermittelt. Die Ermittlungen waren folgenlos, da er zu diesem Zeitpunkt untergetaucht war.

##### Festnahme in Friedrichshafen
Nach einem Hinweis des Landeskriminalamt (LKA) Nordrhein-Westfalen an die Polizeiinspektion Konstanz und das Bundespolizeirevier Friedrichshafen über eine mögliche Reise Amris von Berlin über München nach Zürich wurde er am Samstag, den 30. Juli 2016 im Busbahnhof Friedrichshafen nahe der Schweizer Grenze aufgegriffen. Amri wies sich mit einem italienischen Ausweis (Carta d’Identità) aus und gab an, zu einer Hochzeit in Zürich zu wollen. (Später wurde bekannt, dass er offenbar zum Besuch von über Facebook kennengelernten Heiratsaspirantinnen in die Schweiz unterwegs war, um durch eine Ehe einer Abschiebung zu entgehen.) Bei Überprüfung des Ausweises erwies sich dieser als gefälscht. Daraufhin wurde sein Gepäck durchsucht, ein weiterer gefälschter italienischer Pass sowie Drogen gefunden. Beide Dokumente waren ausgestellt auf „Anis Amri“, geboren am 22. Dezember 1995 in Rom.
Daraufhin wurde Amri die Ausreise gemäß § 46 Abs. 2 Aufenthaltsgesetz untersagt. Er wurde in Haft genommen und der Fall von der Bundespolizei an das Landespolizeirevier Friedrichshafen übergeben. Mehrere Ermittlungsverfahren wurden gegen ihn eingeleitet. Die konkreten Vorwürfe waren: Urkundenfälschung (§ 267 Absatz 1 StGB), Verschaffen von falschen amtlichen Ausweisen (§ 276 Absatz 1 StGB), unerlaubter Besitz von Betäubungsmitteln (§29 Absatz 1 Satz 1 Nummer 3 BtMG), Verdacht des unerlaubten Aufenthaltes ohne Pass bzw. Passersatz (§95 Absatz 1 Nummer 1 Aufenthaltsgesetz), Verdacht des unerlaubten Aufenthalts ohne Aufenthaltstitel (§95 Absatz 1 Nummer 2 Aufenthaltsgesetz).
Nach Rücksprache der Landespolizei mit der Ausländerbehörde Friedrichshafen wurde Amri zur „Sicherung der Abschiebung“ nach Tunesien in der JVA Ravensburg in Haft genommen. Ein Amtsrichter befristete seine vorläufige Inhaftierung bis Montag, 1. August 2016, 18.00 Uhr. Bis dahin sollte die für Amri zuständige Ausländerbehörde in Kleve entscheiden, wie mit ihm weiter zu verfahren sei. Am Montag wurde der Fall in der Behörde besprochen. Man wandte sich an das Innenministerium NRW in Düsseldorf. Dort wurde der Fall der Sicherheitskonferenz (Siko) vorgelegt. Deren Mitglieder kamen zu dem Schluss, dass Amris Abschiebung nicht innerhalb der nächsten drei Monate über die Bühne gehen könne. Da die tunesischen Behörden die für eine Ausweisung notwendigen PEP (Passersatzpapiere) wohl nicht in diesem Zeitraum liefern würden, könne man Amri nicht in Abschiebehaft nehmen. Noch am selben Tag schickte die Ausländerbehörde Kleve eine E-Mail mit der Argumentation der Siko/Innenministerium NRW an die JVA Ravensburg: Amri sei sofort aus der Haft zu entlassen. Der Aufforderung an die JVA Ravensburg, vorher von Amri Handflächenabdrücke zu nehmen, wurde Folge geleistet. Zeitgleich stellte die Staatsanwaltschaft Ravensburg die o. g. Verfahren nach § 154f StPO ein. Amri gelangte daraufhin wieder in Freiheit. Amri hätte vermutlich länger in Haft gehalten werden können, denn der Bundesgerichtshof hatte (bereits) im Jahre 2010 entschieden, dass Verzögerungen durch fehlende Passersatzpapiere zulasten des Ausreisepflichtigen gehen.
Bei seiner Entlassung gab Amri als Wohnanschrift eine Adresse in Karlsruhe an. Es handelte sich allerdings um die Anschrift des „Menschenrechtszentrums Karlsruhe“. Unter der Adresse werden mehrere Organisationen geführt, die Arbeit mit und für Flüchtlinge leisten. Ein Sprecher des dortigen „Freundeskreis’ Asyl“ teilte jedoch mit, Amri sei nicht bei ihnen gewesen. Die Adresse stehe auch nicht als Meldeadresse zur Verfügung. NRW-Innenminister Ralf Jäger erklärte, Amri habe nicht abgeschoben werden können, weil er keine gültigen Ausweispapiere hatte und Tunesien seine Staatsangehörigkeit zunächst bestritt.

#### Deutsche Sicherheitsbehörden
Ein Informant des nordrhein-westfälischen Landeskriminalamtes berichtete im Frühsommer 2015, Amri verkehre regelmäßig im Netzwerk der Moschee des „Deutschsprachigen Islamkreises Hildesheim“ (DIK) des Salafisten-Predigers Abu Walaa, einem der bekanntesten IS-Rekrutierer in Deutschland. Mehrfach habe Amri von möglichen Attentaten gesprochen. 2015 war er Teil einer Gruppe, die sich für den Kampf in Syrien trainieren ließ. Amri soll in Deutschland geblieben sein, weil sein Umfeld Anschläge in Deutschland einer Ausreise vorgezogen habe. Einen Mann, der als Quelle der Polizei Nordrhein-Westfalen geführt wurde, soll Amri gefragt haben, ob dieser Schusswaffen besorgen könne.
Im März 2016 initiierte das Landeskriminalamt Nordrhein-Westfalen ein Verfahren gegen Amri wegen des Verdachts der Vorbereitung einer schweren staatsgefährdenden Gewalttat. Er wurde als Gefährder eingestuft und ab dem 14. März 2016 verdeckt observiert. Auch seine Kommunikation wurde überwacht. Da sich Amri überwiegend in Berlin aufhielt, wurde die Observierung von den dortigen Behörden übernommen. In Berlin verkaufte Amri Drogen im Görlitzer Park. An einem Busbahnhof in Berlin wurde er kontrolliert, aber wieder laufen gelassen. Ende Mai 2016 sprach Amri mit einer Vertrauensperson des Landeskriminalamts Düsseldorf und unterrichtete sie von seinen Anschlagsplänen.
Anfang Juli 2017 stellte der Leiter der Abteilung Terrorismus beim Generalbundesanwalt fest, dass Amri nach einem im April 2016 abgehörten Telefonat offenbar doch über einen tunesischen Reisepass verfügte. Die Aufnahme des Telefonats wurde aber nicht zeitnah ausgewertet und die Erkenntnisse später nicht weitergeleitet.
Amris Observierung wurde im September eingestellt, weil laut Generalstaatsanwaltschaft Berlin „die umfangreichen Überwachungsmaßnahmen […] trotz Verlängerung keine Hinweise [erbracht hatten], um den ursprünglichen Vorwurf zu verifizieren oder diesen oder einen anderen staatsschutzrelevanten Tatvorwurf zu erhärten, so dass keine Grundlage für eine weitere Verlängerung der Anordnungen zur Überwachungsmaßnahmen mehr bestand“. Im November 2016 wurde der Prediger des DIK Abu Walaa in Hildesheim, in dessen Umfeld sich Amri bewegte, festgenommen. Gleichzeitig wurde der Dortmunder Boban S. festgenommen, bei dem Amri zeitweise gewohnt haben soll. Im selben Monat war Amri Thema einer Sitzung des Gemeinsamen Terrorismusabwehrzentrums von Bund und Ländern. Die Beamten dort waren in Sorge, wie mobil und wie radikal Amri war.
Am 14. Dezember 2016 wurde eine neue Version des Personenprofils Amris von den Sicherheitsbehörden erstellt, in das die Informationen mehrerer Dienststellen einflossen. Das Landeskriminalamt Düsseldorf bewertete Amri als „einen Salafisten und radikalen Fundamentalisten“. Als Sympathisanten des Islamischen Staates stufte ihn das Dortmunder Polizeipräsidium ein. Es soll außerdem bekannt gewesen sein, dass „er nach Bombenbauanleitungen suchte und sich als Selbstmordattentäter anbot“. Die nordrhein-westfälische Landesregierung erklärte am 14. Januar 2017, nach einer entsprechende Anfrage der CDU-Landtagsfraktion, Amri sei kein V-Mann des Landesverfassungsschutzes gewesen.
Laut Berichten des RBB forderten Berliner Landeskriminalamt und Staatsanwaltschaft, Anis Amri aufgrund der Gefährdungslage weiter zu observieren, wozu es entgegen offizieller Darstellung nicht kam. Bis Juni 2016 wurde der Attentäter vom Berliner Weihnachtsmarkt an der Gedächtniskirche observiert. Bislang wurde von LKA-Chef, Polizeipräsident, Staatssekretär und Innensenator mitgeteilt, dass die Beobachtung dann eingestellt wurde, weil keine Hinweise auf eine bevorstehende schwere Straftat vorlagen. LKA und Staatsanwaltschaft beantragten die weitere Observierung und erhielten die richterliche Genehmigung aufgrund des weiteren Verkehrens von Amri mit der Salafistenszene Berlins. Dennoch wurde der Beschluss nicht umgesetzt. Berlins Innensenator Andreas Geisel (SPD) hätten diese Unterlagen laut Eigenaussage nicht vorgelegen. Ein Sonderbeauftragter soll weitere Aufklärung liefern.

#### Ausländische Sicherheitsbehörden
Der marokkanische Geheimdienst Mudīriyyat Murāqabat at-Turāb al-Waṭanī (Direction générale de la surveillance du territoire du Maroc – DGST) warnte deutsche Sicherheitsbehörden am 19. September 2016 und noch einmal am 11. Oktober 2016 konkret vor Amri. Amri habe Kontakte zur Terrormiliz Islamischer Staat und sei bereit, einen Terroranschlag durchzuführen. Demnach hatte Amri in Deutschland Kontakt zu mindestens zwei Anhängern der IS-Miliz; bei einem soll es sich um einen von deutschen Behörden nach Russland ausgewiesenen Russen gehandelt haben, bei dem anderen um einen Marokkaner, dessen Reisepass von der Berliner Polizei eingezogen wurde. Zudem übermittelte der Geheimdienst eine konspirative Adresse in Dortmund, wo sich Amri seit 14 Monaten verdeckt aufgehalten haben soll. Ferner habe er in Tunesien versucht, Mitglieder für die Terrormiliz IS anzuwerben. Die Meldungen gingen zeitgleich an Bundesnachrichtendienst und Bundeskriminalamt. Am 23. Dezember 2016 bestätigte die marokkanische Botschaft in Berlin, dass es von ihrer Seite zwei Warnungen gegeben habe. Auch vor dem Anschlag in Nizza am 14. Juli 2016 hatte der DGST gewarnt.
Auch den US-Behörden war Amri bekannt. Die New York Times berichtete, dass er sich im Internet über den Bau von Sprengsätzen informiert und mindestens einmal über Telegram Messenger Kontakt zur Terrormiliz IS aufgenommen haben soll. Sein Name stand auf der Flugverbotsliste der USA.

#### Verschiedene Identitäten
Amri nutzte 14 unterschiedliche Identitäten mit verschiedenen Namen und biografischen Daten, darunter die folgenden:
- Mohamed Hassa (* 22. Oktober 1992 in Cafrichik, Ägypten). Im Flüchtlingsheim in Emmerich wurde Amri unter diesem Namen geführt.
- Mohammad Hassan (* 22. Oktober 1992 in Kafer, Ägypten). Die Erstaufnahmeeinrichtung in Dortmund führte ihn unter diesem Namen als Asylsuchenden.
- Ahmed Almasri (* 1. Januar 1995 in Cafrichik, Ägypten). Im Übergangsheim in Emmerich war Amri bis 5. Dezember 2016 unter diesem Namen gemeldet.
- Ahmed Almasri (* 1. Januar 1995 in Alexandria, Ägypten). Die Flüchtlingsunterkunft Oberhausen führte ihn unter diesem Namen.
- Ahmed Almasri (* 1. Januar 1995 in Skendiria, Ägypten). In einem Identitätsdokument der Dortmunder Ausländerbehörde wurde er unter diesem Namen geführt.
- Ahmad Zaghoul (* 22. Dezember 1995). Dies war sein Name bei der Zentralen Leistungsstelle für Asylbewerber in Berlin.
- Ahmad Zarzour (* 22. Dezember 1995 in Ghaza, Tunesien). Unter diesem Namen beantragte Amri am 15. Dezember 2015 als vorgeblicher Palästinenser ebenfalls in Berlin Asyl.

Amri soll die unterschiedlichen Identitäten auch zum Sozialbetrug genutzt haben. So soll die Staatsanwaltschaft Duisburg im April 2016 ein Ermittlungsverfahren gegen Amri eröffnet haben, weil er im November 2015 in Emmerich und Oberhausen mehrfach Sozialleistungen erhielt. Das Ermittlungsverfahren wurde im November 2016 eingestellt, „weil der Aufenthaltsort Amris den Behörden nicht bekannt ist“.
Das Bundesamt für Migration und Flüchtlinge führte Amri absichtlich unter einem falschen Namen, „um ihn trotz laufender Ermittlungen in Sicherheit zu wiegen“. Die Klever Ausländerbehörde erteilte Amri eine Duldungsbescheinigung auf den Namen Ahmed Almasri.

### Anschlag in Berlin 2016
Am Abend des 18. Dezember 2016 traf sich Amri mit seinem 26-jährigen, am 1. Februar 2017 abgeschobenen Landsmann Bilel Ben Ammar, der von den Ermittlungsbehörden als Kontaktmann eingestuft wird, in einem Restaurant in Berlin-Gesundbrunnen. Ben Ammar, der der radikal-salafistischen Szene zugeordnet wird, wurde nach dem Anschlag als „Gefährder“ eingestuft. Gegen ihn war bereits zuvor wegen einer schweren staatsgefährdenden Straftat ermittelt worden – er wurde verdächtigt, zusammen mit zwei weiteren Personen Sprengstoff für einen Anschlag in Düsseldorf besorgt zu haben, was ihm jedoch nicht nachgewiesen werden konnte. Am 4. Januar 2017 wurde ein Haftbefehl wegen Verdachts des Sozialbetrugs gegen Bilel Ben Ammar erlassen.
Am 19. Dezember kurz nach 15 Uhr brachte Amri einen Sattelzug einer polnischen Spedition am Friedrich-Krause-Ufer in Berlin-Moabit in seine Gewalt, indem er den polnischen Fahrer mit einer kleinkalibrigen Pistole (Kaliber .22) erschoss. Er versuchte noch vor 16 Uhr das Fahrzeug zu lenken, blieb aber zunächst weiter am Friedrich-Krause-Ufer stehen. Aufnahmen einer polizeilichen Überwachungskamera belegen, dass Amri sich zwischen 18:38 Uhr und 19:07 Uhr in der Moschee des Vereins Fussilet 33, einem salafistischen Treffpunkt, aufhielt. Wieder im LKW chattete Amri mit Glaubensbrüdern aus Berlin und dem Ruhrgebiet. Unter anderem schickte er ein Selfie aus dem Führerhaus des Lkw und die Nachricht „Mein Bruder, alles in Ordnung, so Gott will. Ich bin jetzt im Auto, bete für mich, mein Bruder, bete für mich.“ Er fuhr um 19:30 Uhr los und gegen 20 Uhr am Breitscheidplatz in den dort stattfindenden Weihnachtsmarkt. In Folge des Attentats starben insgesamt 13 Personen, 54 weitere wurden zum Teil schwer verletzt.
Anschließend floh er zunächst zu Fuß vom Tatort.
Irrtümlich als Täter verdächtigt und nach dem Attentat für einen Tag inhaftiert wurde zunächst ein pakistanischer Asylbewerber. Im Führerhaus des Lkw wurde erst bei erneuter Untersuchung des Tatfahrzeugs am 20. Dezember 2016 eine vom Kreis Kleve ausgestellte Duldungsbescheinigung des tunesischen Staatsbürgers Anis Amri gefunden. Auch Amris Mobiltelefone der Marken HTC und Samsung wurden am 20. Dezember 2016 sichergestellt. Ersteres wurde im Kühlergrill des Lkws festgeklemmt gefunden und war möglicherweise bei der starken Bremsung des Notbremsassistenten durch die Windschutzscheibe geschleudert worden. Seine Geldbörse mit 230 Euro Inhalt wurde ebenfalls am Tatort gefunden.
Noch am Nachmittag des 21. Dezember 2016 erklärte Ralf Jäger, Innenminister von Nordrhein-Westfalen, in einer Pressekonferenz, aus dem Fund eines Ausweisdokuments Amris im Tat-Lkw lasse sich „nicht schließen, dass Amri auch an der Tat beteiligt war“. Erst am Abend des 21. Dezember 2016 schrieb der Generalbundesanwalt eine Öffentlichkeitsfahndung aus. Das Bundeskriminalamt setzte für zur Ergreifung Amris führende Hinweise eine Belohnung von bis zu 100.000 Euro aus. Am 21. Dezember, zwei Tage nach dem Anschlag, seien Ersatz-Ausweispapiere aus Tunesien eingetroffen. Am 22. Dezember wurde bestätigt, dass Fingerabdrücke von Amri in der Fahrerkabine des Lkw nachgewiesen wurden. Am selben Tag veröffentlichte Amris in Tunesien lebende Familie einen Appell an Anis Amri, sich der Polizei zu stellen. Wenn dieser getan habe, was die Behörden vermuteten, werde er dafür bestraft werden.
Menschen in Amris Umfeld äußerten, er habe auch Drogen konsumiert. Seine Geschwister vermuteten, er habe sich in einem italienischen Gefängnis radikalisiert. Am 4. März 2017 wurde bestätigt, dass Amri regelmäßig Kokain und Haschisch konsumierte. Das geht aus dem Autopsie-Bericht hervor, welcher der italienischen Nachrichtenagentur Ansa vorliege. Demnach soll der Tunesier an seinem Todestag zwar keine Drogen genommen haben, es sei aber nicht auszuschließen, dass er zum Zeitpunkt des Anschlags unter Drogeneinfluss gestanden habe.

## Tod
Am 23. Dezember 2016 gegen drei Uhr morgens wurde Amri im Alter von 24 Jahren in der zur Metropolitanstadt Mailand gehörenden Stadt Sesto San Giovanni erschossen.
Der italienische Innenminister Marco Minniti berichtete, Amri habe bei einer Ausweiskontrolle sofort mit einer aus seinem Rucksack gezogenen Waffe auf zwei Polizisten geschossen, bis einer der beiden ihn erschoss. Bei dem Schusswechsel wurde ein Streifenpolizist an der Schulter verletzt. Amri wurde nach Angaben der Polizei per Fingerabdruck identifiziert. Er trug ein Zugticket von Frankreich nach Italien bei sich. In seinem Rucksack sollen sich mehrere Hundert Euro befunden haben. Amri schoss mit derselben Waffe auf die italienischen Polizisten, mit der er dem Lkw-Fahrer in Berlin in den Kopf geschossen hatte.
Die Pistole der Marke ERMA, Modell EP 552, Kaliber 22 long rifle, soll er sich in der Schweiz beschafft haben. Am selben Tag erschien auf der Website des Propaganda-Sprachrohrs Amaq der Terrormiliz Islamischer Staat ein Video, auf dem sich Amri zu dem Anführer der Terrormiliz, Abu Bakr al-Baghdadi, bekennt. Amaq hatte bereits am 20. Dezember 2016 die Nachricht verbreitet, der Attentäter habe als „Soldat des Islamischen Staates“ gehandelt.
In den folgenden Tagen wurden in Tunesien nahe der Stadt Kairouan drei Männer festgenommen, einer davon ein Neffe Amris. Das Innenministerium nannte die drei Festgenommenen eine „Terrorzelle“, sie seien zwischen 18 und 27 Jahre alt und der Zugriff stehe in Zusammenhang mit den Ermittlungen zu Amri. Tunesien stand unter Handlungsdruck, seit bekannt war, dass deren Behörden die Rücknahme Amris verweigert hatten, nachdem Amri seine Gefängnisstrafe in Italien verbüßt hatte und als Nordrhein-Westfalen ihn abschieben wollte.
Schon am 20. Dezember 2016 hatte sich jemand in Nordrhein-Westfalen in das Benutzerkonto von Amri bei Facebook eingeloggt und das Facebook-Profil Amris gelöscht.
Anfänglich war für die beiden Polizisten, Luca Scatà und Christian Movio, die Amri erschossen hatten, die Verleihung des Bundesverdienstkreuzes im Gespräch gewesen. Nachdem Informationen über deren private Aktivitäten in sozialen Netzwerken bekannt geworden waren, entschied sich die Bundesregierung jedoch dagegen: Scatà hatte auf Instagram Benito Mussolini verherrlicht und den Saluto romano gezeigt, während sich Movio in Facebook gegen Immigranten geäußert, über eine Cola-Flasche mit dem Namen „Adolf“ gefreut und darunter eine Fotomontage von Hitler, mit dem Schriftzug Thanks Bro („Danke Bruder“), gepostet hatte. Das italienische Innenministerium versetzte beide daraufhin und hielt ihre neuen Arbeitsplätze geheim. Luca Scatà starb im Juli 2024 im Alter von 35 Jahren an den Folgen einer Krebserkrankung.
Im Juni 2017 wurde Amris Leiche nach Tunesien überstellt, wo er am 5. August 2017 im Beisein seiner Familie ohne traditionelle Zeremonie beerdigt wurde.

## Politische Aufarbeitung

### Bundestag – Parlamentarisches Kontrollgremium des Bundestages
Das Parlamentarische Kontrollgremium des Bundestages, das damals für alle deutschen Nachrichtendienste zuständig war und im Geheimen tagt, setzte Mitte Januar 2017 eine „Task Force“ ein, um mögliche Fehler oder Pannen beim Umgang mit Amri aufzuklären. Diese erstellte einen 102 Seiten umfassenden Bericht, der Ende März 2017 abgeschlossen und als geheim eingestuft wurde. Soviel bekannt wurde, kritisierte das Kontrollgremium in seinem Bericht das Verfahren zur Bewertung von islamistischen Gefährdern im Gemeinsamen Terrorismusabwehrzentrum als unzureichend. Dort sind 40 Ämter beteiligt, darunter das Bundeskriminalamt, die Landeskriminalämter, Bundespolizei, Verfassungsschutz aus Bund und Ländern, Bundesnachrichtendienst, Militärischer Abschirmdienst und Zollkriminalamt. Kritik gab es außerdem an der unzureichenden Einbindung der Nachrichtendienste, vor allem des Bundesnachrichtendienstes, bei den Ermittlungen gegen Amri. Das Parlamentarische Kontrollgremium forderte darüber hinaus eine stärkere Einbindung von Justiz- und Ausländerbehörden bei der Behandlung von Gefährdern, um Abschiebungen konsequenter durchführen zu können. Die Justiz solle darüber hinaus Verfahren bündeln und Sammelklagen anstreben.
Oppositionspolitiker übten Kritik an dem Bericht des Parlamentarischen Kontrollgremiums. André Hahn (Die Linke und stellvertretender Vorsitzender des Parlamentarischen Kontrollgremiums) bezeichnete den Bericht als „an ganz entscheidenden Stellen unvollständig und daher nur bedingt beziehungsweise gar nicht geeignet, die Vorgänge um den Anschlag aufzuklären“. Das liege zum einen daran, dass dem Kontrollgremium von den Behörden in Nordrhein-Westfalen so gut wie keine Unterlagen übergeben worden seien. Zum anderen habe der Ständige Bevollmächtigte des Kontrollgremiums, der am Bericht der Task-Force federführend beteiligt war, zahlreiche Gespräche geführt, von denen die anderen Mitglieder des Kontrollgremiums keine Kenntnis gehabt hätten. Hans-Christian Ströbele (Bündnis 90/Die Grünen und Mitglied des Parlamentarischen Kontrollgremiums) urteilte, die Task-Force habe zwar „eine völlig neue Dimension der Gefährdung aufgedeckt“, dennoch gebe es noch zahlreiche offene Fragen. Konstantin von Notz (Bündnis 90/Die Grünen) forderte, es müsse insbesondere geklärt werden, „warum sich Anis Amri, wie unter einer Käseglocke geschützt durch Deutschland bewegen konnte“. Die Opposition forderte daher einen Bundestags-Untersuchungsausschuss zu Amri.

### 1. Untersuchungsausschuss der 19. Wahlperiode des deutschen Bundestages
Der 19. Bundestag setzte im März 2018 den 1. Untersuchungsausschuss der 19. Wahlperiode des deutschen Bundestages zur Aufklärung der Hintergründe ein.

### Aufarbeitung in Nordrhein-Westfalen

#### Zwei parlamentarische Untersuchungsausschüsse
Auf Antrag der Landtagsfraktionen von CDU, FDP und PIRATEN nahm Mitte Februar der Untersuchungsausschuss V der 16. Wahlperiode zum Fall Anis Amri in Nordrhein-Westfalen seine Arbeit auf. Ein Zwischenbericht wurde am 4. April 2017 veröffentlicht.
Der Untersuchungsausschuss I der 17. Wahlperiode (Fall Amri) wurde vom Landtag am 1. Juni 2017 aufgrund des Antrages der Fraktionen der CDU, SPD, FDP und Bündnis 90/Die Grünen eingesetzt. Am 27. Juni 2017 konstituierte sich der Ausschuss unter dem Vorsitz des Abgeordneten Jörg Geerlings (CDU).

#### Verwicklung von V-Leuten des LKA NRW
Der Rundfunk Berlin-Brandenburg und die Berliner Morgenpost berichteten im Oktober 2017 unter Berufung auf mehrere Strafverteidiger von Islamisten aus der Gruppe um Abu Walaa, dass der in der Islamistengruppe um den Attentäter Amri vom Landeskriminalamt Nordrhein-Westfalen (LKA NRW) als „Vertrauensperson 01“ (VP-01) geführte Mann selbst zu Anschlägen aufgefordert haben soll. Laut einem Zeugen sei dabei auch von einem Anschlag mit einem Lkw die Rede gewesen. Angesichts der nur behördenintern bekannt gewordenen Vorwürfe versuchte das LKA NRW bereits mehrfach, seinen zwischenzeitlich enttarnten V-Mann zu schützen. Der deutsche Politikwissenschaftler Hajo Funke von der Freien Universität Berlin erklärte, die „Förderung von Attentatsplanungen“ sei durch das Polizeirecht „überhaupt nicht gedeckt.“

### Aufarbeitung in Berlin

#### Der Weg zum Parlamentarischen Untersuchungsausschuss
In Berlin konnten sich die Oppositionsparteien AfD und FDP mit ihren Forderungen nach einem parlamentarischen Untersuchungsausschuss zu dem Terroranschlag zunächst nicht durchsetzen. Die ebenfalls oppositionelle CDU sowie die Koalitionsparteien SPD, Die Linke und Bündnis 90/Grüne lehnten die Unterstützung des FDP-Antrags ab. Im April 2017 setzte der Berliner Senat den ehemaligen Bundesanwalt am Bundesgerichtshof Bruno Jost als Sonderermittler ein, um die Arbeit der Berliner Behörden im Fall Amri zu untersuchen. Jost erhielt ein Büro bei Innensenator Andreas Geisel (SPD) und zwei Mitarbeiter. Er legte im Sommer 2017 einen Zwischenbericht und am 12. Oktober 2017 einen umfangreichen Abschlussbericht vor, der auch im Internet veröffentlicht wurde.
Am 6. Juli 2017 beschloss das Abgeordnetenhaus von Berlin auf Antrag der Fraktionen SPD, CDU, Die Linke, Grüne und FDP die Einsetzung eines Untersuchungsausschusses gemäß Art. 48 der Verfassung von Berlin zur Untersuchung des Ermittlungsvorgehens im Zusammenhang mit dem Terroranschlag am Breitscheidplatz am 19. Dezember 2016. In der konstituierenden Sitzung des Ausschusses am 14. Juli 2017 wurde der Abgeordnete Burkard Dregger (CDU) zum Vorsitzenden gewählt.
Nachdem das Bundesinnenministerium dem Untersuchungsausschuss lediglich unvollständige Akten zur Verfügung stellte, die bis zu 90 Prozent geschwärzt und damit größtenteils nicht brauchbar waren, klagte das Land Berlin vor dem Bundesverwaltungsgericht auf die Vorlage ungeschwärzter Akten. Das Bundesinnenministerium hatte sich darauf berufen, dass ein Untersuchungsausschuss eines Landes nicht berechtigt sei, das Handeln von Bundesbehörden einer Überprüfung zu unterziehen; das Gericht verwarf diese Argumentation und sprach dem Land die begehrte Vorlage ungeschwärzter Akten im Eilverfahren zu.

#### Vertuschungsversuche beim LKA Berlin
Mitte Mai 2017 wurde bekannt, dass Amri möglicherweise bereits vor dem Anschlag hätte festgenommen werden können. Der Sonderermittler Bruno Jost war bei seinen Recherchen im LKA Berlin im polizeilichen Informationssystem auf Ungereimtheiten gestoßen. Zwei Dokumente (das eine digital, das andere ausgedruckt auf Papier), die mit demselben Datum (1. November 2016) versehen waren, enthielten widersprüchliche Aussagen. Es waren zwei Versionen eines LKA-Abschlussberichts, der von Ermittlern nach der Beendigung der telefonischen Überwachung Amris von März bis September 2016 erstellt worden war.
In dem ersten Bericht stand, Amri habe nur Kleinsthandel mit Drogen betrieben. Dieser Bericht umfasst nur vier Seiten, lag ausgedruckt vor und befand sich bei den Akten zum Fall Amri. Auf der Basis dieses Berichts waren der Innenausschuss des Berliner Senats sowie die Öffentlichkeit bis dato informiert worden. Die Berliner Behörden hatten mit Hinweis auf diesen Bericht mehrfach beteuert, Amri sei bei Überwachungsmaßnahmen im Sommer 2016 lediglich als „Kleindealer im Zusammenhang mit dem Görlitzer Park“ aufgefallen.
Sonderermittler Jost fand im digitalen polizeilichen Informationssystem jedoch ein zweites, bis dahin unbekanntes, 12-seitiges Dokument zu demselben Vorgang und mit gleichem Datum, dessen Inhalt sich von dem bis dahin in der Öffentlichkeit bekannten kürzeren Bericht erheblich unterschied. Es handelte sich um den ursprünglichen LKA-Abschlussbericht zur telefonischen Überwachung Amris. Dieser Bericht lag nicht ausgedruckt vor und gelangte somit auch nicht in die offizielle Papier-Ermittlungsakte.
Aus diesem ursprünglichen LKA-Bericht ergab sich ein völlig neues Bild. Danach hatten die Ermittler im Laufe von Amris Telefonüberwachung festgestellt, dass sich zwar keine Anschlagspläne nachweisen ließen, Amri aber gewerbs- und bandenmäßigen Handel mit Betäubungsmitteln betrieben hatte. Die Ermittler hatten darauf verzichtet, diese Informationen weiterzugeben und für Amri einen Haftbefehl zu erwirken. Sie waren offensichtlich allein auf Amris Aktivitäten im Bereich des islamistischen Terrorismus fixiert gewesen. „Auf der Grundlage des Straftatbestands gewerbsmäßiger, bandenmäßiger Handel mit Betäubungsmitteln wäre eine Verhaftung wohl möglich gewesen“ (Innensenator Geisel).
Nach dem Anschlag erkannten die Ermittlungsbeamten ihren fatalen Fehler. Sie entschlossen sich, diesen zu vertuschen und einen neuen, manipulierten Bericht zum Vorgang der Telefonüberwachung zu erstellen, um sich selbst zu entlasten: In dem von einem Kriminaloberkommissar des Berliner LKA 544 am 17. Januar 2017 neu verfassten und auf den 1. November 2016 rückdatierten Bericht hieß es nun verharmlosend, im Rahmen der Telefonüberwachung des Amri sei aufgefallen, dass dieser „seit Mai 2016 möglicherweise Kleinsthandel mit Betäubungsmitteln betrieben haben könnte“. Ein Antrag auf einen Haftbefehl wäre damit aussichtslos gewesen. In dem gegenüber dem ursprünglichen Dokument deutlich „abgespeckten“ Bericht fehlte laut Jost auch der Name eines Verdächtigen aus dem Drogenmilieu, und von ursprünglich 73 Protokollen abgehörter Telefonate waren nur noch sechs enthalten.
Die Berliner Landesregierung erstattete daraufhin Strafanzeige gegen LKA-Mitarbeiter wegen Urkundenfälschung und Strafvereitelung im Amt. Betroffen waren unter anderem zwei junge beim Berliner LKA 5 (Staatsschutz) eingesetzte Kommissare.

#### Abschlussbericht des Sonderermittlers
Im Herbst 2017 fasste Jost das Ergebnis seiner Ermittlungen in einem Abschlussbericht zusammen, den er am 12. Oktober 2017 gemeinsam mit Innensenator Geisel der Öffentlichkeit vorstellte. Darin kamen weitere Vorwürfe gegen das LKA zur Sprache. So sei der am 17. Januar gefälschte Bericht nicht die erste Manipulation der ermittelnden Beamten gewesen. Vielmehr habe die Manipulation schon zwei Tage nach dem Anschlag ihren Anfang genommen, als die Staatsschutzabteilung einen Bericht an die politische Führung des Amtes verfasste. Die Verantwortlichen wollte Jost nicht nennen, da gegen den oder die beschuldigten Beamten Strafverfahren liefen. Insgesamt warf Jost dem LKA und der Berliner Generalstaatsanwaltschaft eine mangelhafte Aufsicht vor.
Der Sonderermittler machte der Polizei in Berlin, aber auch in Baden-Württemberg und in Nordrhein-Westfalen, noch weitere schwere Vorwürfe. „Da wurde alles falsch gemacht, was man falsch machen kann“, sagte Jost. Amri hätte wegen seiner Verwicklung in den Drogenhandel und der Verwendung gefälschter Ausweise deutlich früher verhaftet und das Attentat damit möglicherweise verhindert werden können. Insbesondere die Vernehmung in Friedrichshafen, wo Amri Ende Juli 2016 versucht hatte auszureisen, sei von den Behörden nicht genutzt worden, um den Gefährder aus dem Verkehr zu ziehen. Der Berliner Innensenator Geisel forderte bei der Vorstellung des Berichts einen Untersuchungsausschuss des Bundestages zum Fall Amri. Am 26. Februar 2018 wurde der Berliner Polizeipräsident Klaus Kandt von seinen Aufgaben entbunden.

### Untersuchungsausschuss des Bundestages
Am 18. Januar 2018 war mit Anträgen von CDU/CSU und SPD (gemeinsam), FDP, DIE LINKE und BÜNDNIS 90/DIE GRÜNEN die Einsetzung eines Untersuchungsausschusses (gemäß Art. 44 GG) zur Aufarbeitung der Vorgänge um den Anschlag auf dem Breitscheidplatz initiiert worden.
Am 1. März 2018 wurde vom Deutschen Bundestag die Einsetzung des Untersuchungsausschusses beschlossen. Im Fokus des BT-U-Ausschusses soll das jeweilige Vorgehen der Sicherheits-, Strafverfolgungs- und Strafvollzugsbehörden, der Nachrichtendienste des Bundes und der Länder, sowie die für den Vollzug des Asyl- und Aufenthaltsrechts zuständigen Behörden stehen; die Frage, ob diese Behörden – unter Ausschöpfung der rechtlichen Möglichkeiten – sachgerechte Maßnahmen vorgenommen, oder unterlassen haben. Dann, ob ein zeit- und sachgerechter Informationsaustausch zwischen den einzelnen Behörden stattgefunden hat (innerdeutsche, europäische, außereuropäische Ebene) und welche Schlussfolgerungen hinsichtlich Änderungen von Befugnissen, Organisation, Arbeit und Kooperation der verschiedenen Behörden gezogen werden müssen.
Im November 2019 sagten Polizeibeamte aus NRW vor dem Ausschuss als Zeugen aus und erhoben schwere Vorwürfe gegen das Bundesinnenministerium.
Am 1. Juli 2020 wurde bekannt, dass die Abgeordneten des Ausschusses nun einen unabhängigen Sachverständigen damit beauftragen wollten, ein Gutachten zur „Spurenlage Breitscheidplatz-Attentat“ zu erstellen. Ein entsprechender Beweisantrag solle fraktionsübergreifend beschlossen werden. Der Gutachter sollte demnach unter anderem die Ermittlungen zum Tatort, zum Lkw und auch zu Amris Leichnam untersuchen.